# Чеверли (станция метро)
Чеверли (англ. Cheverly) — наземная открытая станция Вашингтонгского метро на Оранжевой линии. Она представлена двумя боковыми платформами. Станция обслуживается Washington Metropolitan Area Transit Authority. Расположена в городе Чеверли у пересечения Колумбия-парк-роад и Джон-Хансон-хайвей (часть Автомагистрали №50 U.S. Route 50), округ Принс-Джорджес штат Мэриленд.
Станция была открыта 20 ноября 1978 года.
Открытие станции было совмещено с завершением строительства ж/д линии длиной 11,9 км и открытием ещё 4 станций: Миннесота-авеню, Динвуд, Ландовер, Нью-Карролтон